# Prisión de Lantin
La Prisión de Lantin (en francés: Prison de Lantin) es un centro de detención menor situado en Lantin cerca de Lieja en Bélgica. La prisión tiene 694 reclusos varones y 61 mujeres presas. En julio de 2007, se informó de muertes por heroína y cocaína en la prisión. En 2008 llamó la atención por noticias negativas de la prisión como que 100 de los 1.000 miembros del personal dieron positivo en una prueba cutánea para la tuberculosis, aunque un resultado positivo no implica que la persona necesariamente desarrollará la enfermedad completa.